# Polonia en los Juegos Paralímpicos de Albertville 1992
Polonia estuvo representada en los Juegos Paralímpicos de Albertville 1992 por un total de trece deportistas, once hombres y dos mujeres.

## Medallistas
El equipo paralímpico polaco obtuvo las siguientes medallas:
| Nombre                                                  | Deporte        | Evento                                    |
| ------------------------------------------------------- | -------------- | ----------------------------------------- |
| Oro                                                     |                |                                           |
| Jan Kołodziej                                           | Esquí de fondo | 5 km distancia corta LW3,5/7,9 masculino  |
| Marcin Kos                                              | Esquí de fondo | 20 km distancia larga LW3,5/7,9 masculino |
| Plata                                                   |                |                                           |
| —                                                       |                |                                           |
| Bronce                                                  |                |                                           |
| Andrzej Pietrzyk                                        | Esquí de fondo | 5 km distancia corta LW6/8 masculino      |
| Jan Kołodziej                                           | Esquí de fondo | 20 km distancia larga LW3,5/7,9 masculino |
| Jan Kołodziej Marian Damian Marcin Kos Andrzej Pietrzyk | Esquí de fondo | 4 × 5 km LW2-9 masculino                  |